# Cześć, Michael!
Cześć, Michael! (jap. ホワッツ マイケル？ Howattsu Maikeru?) – manga stworzona przez Makoto Kobayashiego, a także powstała na jej podstawie seria anime.

## Manga
Manga Cześć, Michael! składa się z luźno związanych ze sobą historii głównego bohatera – rudego kota imieniem Michael – oraz jego zwierzęcych przyjaciół (i antagonistów), a także związanych z nim w różny sposób ludzi.
Kolejne rozdziały mangi ukazywały się od 1984 roku w magazynie Shūkan Morning, należącym do wydawnictwa Kōdansha. Książkowe wydanie mangi sprzedało się w ponad milionowym nakładzie, a autor otrzymał za nie w 1986 nagrodę Kōdanshy.

### Edycja polska
Za polską edycję odpowiedzialne jest wydawnictwo Waneko, które wydało 8 tomików mangi w latach 1999-2000, a także dodatkowy – 9. tom – w roku 2002, zawierający usunięte z poprzednich części opowiadania (wydawnictwo odpowiedziało tym samym czytelnikom na prośby o historie usunięte z wcześniejszych tomów). Ostatecznie 9 tomów zawiera wszystkie historie znane z oryginalnego japońskiego wydania mangi.
25 lipca 2022 Waneko zapowiedziało wydanie reedycji mangi w dwóch tomach zbiorczych.
| 1 | styczeń 1999     | ISBN 83-88272-00-4 |
| Lista rozdziałów - 1. bez tytułu - 2. Michael kontra Rockie - 3. Przesłuchanie - 4. Jeden dzień Michaela - 5. Album Michaela - 6. Kurs dla jakuzów - 7. Koci krzyk w ciemności… - 8. Michael rozpieszczany - 9. Powiew grozy… - 10. Michael i mucha - 11. Koci krzyk w ciemności (c.d.) - 12. Zemsta - 13. Michael comes home. - 14. Na zdrowie, Michael! - 15. Pewnego wieczoru… - 16. Przyjacielskie stosunki - 17. Noc poślubna Michaela - 18. Znowu Kocilla! - 19. Czas miłości – Popcia i Michael |                  |                    |
| 2 | październik 1999 | ISBN 83-88272-01-2 |
| Lista rozdziałów - 20. Dobrana para – Michael i Popcia - 21. Na czatach - 22. Michael walczy - 23. Pod wspólnym dachem - 24. Wymarzony komplet bambusowy - 25. Wróg!! - 26. Ciąg dalszy kursu dla jakuzów czyli luksusowe życie jakuzy "K" - 27. Michael jest nagi! - 28. Zły dzień Michaela - 29. Tańczący Michael cz. I - 30. Tańczący Michael cz. II - 31. Dom kotów - 32. Nowy samochód - 33. Zebranie - 34. Pieśń o rozstaniu - 35. I kocia łapka się przyda - 36. Gdyby tak być kotem - 37. Michael na scenie - 38. Ojcostwo Michaela |                  |                    |
| 3 | 1999             | ISBN 83-88272-02-0 |
| Lista rozdziałów - 39. Siedem dni Michaela - 40. Kurs dla jakuzów depresja szefa "M" - 41. Podstawowe wiadomości o Michaelu - 42. Wdzięczność Michaela - 43. List od klienta - 44. Dziwactwa Michaela - 45. Zakładnik (gliniarz Jamamura w akcji) - 46. Pod wspólnym dachem (oglądanie telewizji) - 47. Konkurencja (czyli Michael kontra Kocilla) - 48. Rodzina Michaela w akcji - 49. Cześć, Kocilla! - 50. Ważny gość - 51. Bezpośrednie starcie jakuza "K" kontra "M" - 52. Pchły! - 53. Miejsce do siedzenia - 54. Dzień trwogi w rodzinie Michaela - 55. Zbieg - 56. Nocny koszmar jakuzy "M" - 57. Jeden dzień rodziny Michaela                                                              |                  |                    |
| 4 | luty 2000        | ISBN 83-88272-03-9 |
| Lista rozdziałów - 58. Zwyczaje rodzinne - 59. Michael pracujący - 60. Zakochani i kot - 61. Złodziej - 62. Jak jakuza "K" spotkał Michaela - 63. Ulubione miejsce - 64. Nowa płyta - 65. Michael, który zaspał - 66. Pies podwórzowy - 67. Psy kontra koty czyli Michael hazardzista - 68. Kurtuazyjna wizyta - 69. Rozstanie o poranku - 70. Kurtuazyjna wizyta c.d. - 71. Wstążka - 72. Elegia o psie Sinnosuke - 73. Sposoby jakuzy "M" - 74. Cykada - 75. Wycieczka - 76. Michael biznesmen |                  |                    |
| 5 | kwiecień 2000    | ISBN 83-88272-04-7 |
| Lista rozdziałów - 77. Luksusowy karp - 78. Nocna batalia - 79. Dorastanie - 80. Dzięki za fatygę! - 81. Zbieg cz. II - 82. Kraina śniegu - 83. Niechlubna przeszłość - 84. W rodzinie - 85. Barierka - 86. Prezent urodzinowy - 87. Miejskie życie - 88. Omiai - 89. Uroki jeziora - 90. Zbieg cz. III - 91. Babcia przyjechała - 92. Zakupy - 93. Konkurencja - 94. Panieński afekt - 95. Panieński afekt c.d. |                  |                    |
| 6 | czerwiec 2000    | ISBN 83-88272-07-1 |
| Lista rozdziałów - 96. Nauki ojcowskie - 97. Jeden dzień Michaela - 98. Wielki Mru - 99. Lato w krainie śniegu - 100. Dzidzia Tamami - 101. Show Time - 102. Znalezisko - 103. Niepopularny towar - 104. Natura Michaela - 105. Zbieg cz. IV - 106. Śledztwo - 107. List - 108. Wczesne popołudnie - 109. Wodne nieprzyjemności - 110. Obowiązki - 111. Opowieść o kocim judo - 112. Dorastanie |                  |                    |
| 7 | październik 2000 | ISBN 83-88272-06-3 |
| Lista rozdziałów - 113. Bajka o Kopciuszku - 114. Brzydkie kociątko - 115. Świetne ujęcie - 116. Dom artystów - 117. Wampir Drapakula - 118. Kot idealny - 119. Dziruś - 120. Kocia czujność - 121. Małżeński żywot - 122. Smaczny pokarm - 123. Szkolny regulamin - 124. Wampir i opowieści o duchach - 125. Dla ochłody - 126. Melancholia Alicji - 127. Bezsenna noc - 128. Pozycja przywódcy - 129. Następca wodza - 130. Wśród wielbicieli - 131. Cała gromada dzieciaków |                  |                    |
| 8 | listopad 2000    | ISBN 83-88272-07-1 |
| Lista rozdziałów - 132. Śledztwo trwa - 133. Dzieciaki rosną - 134. Michael natrętny - 135. Jak zwie się ten kot? - 136. Pierwsza miłość Minikela - 137. Zmartwychwstanie Drapakuli - 138. Geniusz lingwistyczny - 139. Odpowiedzialni za pobudkę - 140. Stare, dobre małżeństwo - 141. Tokyo Konbayashiland - 142. Zaproszenie na randkę - 143. Alicja jest nie w humorze - 144. Planeta kotów część 1. upadek - 145. Planeta kotów część 2. niewola - 146. Planeta kotów część 3. w cyrku - 147. Planeta kotów część 4. rozmnażanie - 148. Planeta kotów część 5. tęsknota - 149. Planeta kotów część 6. ratunek - 150. Planeta kotów część 7. ucieczka - 151. Planeta kotów część 8. zakończenie |                  |                    |
| 9 | kwiecień 2002    | ISBN 83-88272-37-3 |
| Lista rozdziałów - 1. Michael się pojawia - 2. Kociak… i kociak - 3. Terrorysta T. - 4. Planeta kotów - 5. Tajemnice Michaela - 6. Kocia zemsta - 7. Michael i gacie - 8. Kawiarnia Michaela - 9. Michael baseballista - 10. Michaelowe nieszczęścia - 11. Dajcie mi to, co lubię! - 12. Zwyczaje Michaela – odruch Flemena - 13. Na ringu – Michael kontra Kocilla - 14. Starzec i kot - 15. Szczęście Sinnosuke - 16. Coś dziwnego - 17. Urzędniczka Tamami - 18. Urasima Sinnosuke - 19. Banda trzech - 20. Banda trzech ponownie - 21. Konflikt rodu Nabesima |                  |                    |

## Anime
Sukces wydawniczy komiksu spowodował adaptację historii znanych z mangi do anime Cześć, Michael!. W ten sposób powstały:
- seria TV (45 odcinków emitowanych w latach 1988-1989)
- seria OAV (wydana w dwóch częściach w 1985 i 1989)